# AC Allianssi Vantaa
AC Allianssi Vantaa is een voormalige Finse voetbalclub uit Vantaa. De club werd opgericht in 1980 en speelde haar thuiswedstrijden in het Pohjola Stadion in Vantaa.

## Geschiedenis
AC Allianssi ontstond in 1980 na een fusie tussen vier clubs. Dit betrof de clubs Tikkurilan Palloseura (TiPS), Vantaan Jalkapalloseura (VJS), Korson Palloseura (KoPSe) en Team VanPa. Prijzen wist AC Allianssi nooit te pakken, totdat in 2004 de Finse Liga-beker werd gewonnen. Dit deden ze een jaar later in 2005 nog eens over. De zakenman Zheyun Ye, die uiteindelijk de grote schakel was in het omkoop- en gokschandaal in het Belgisch voetbal, had enige tijd een meerderheidsbelang in de club. Hij stelde de Belgische oud-voetballer Olivier Suray aan als manager. Deze haalde een groot aantal spelers uit België en prompt barstten er in Finland praktijken los die in België inmiddels overbekend zijn geworden: een wedstrijd werd met 8-0 verloren, waarop in het verre Oosten gigantische gokwinsten werden behaald. De Finse justitie stelde een onderzoek in, Ye en Suray vertrokken, en Allianssi had grote moeite om een licentie te krijgen voor het daaropvolgende seizoen. De licentie werd uiteindelijk wel verkregen, maar toen de competitie enkele weken oud was werd AC Alliannsi op 11 april 2006 door voorzitter Erkki Salo bankroet verklaard en uit de competitie genomen.

## Erelijst
- Liiga Cup

2004, 2005

## Allianssi in Europa
#Q = #kwalificatieronde, #R = #ronde, T/U = Thuis/Uit, W = Wedstrijd, PUC = punten UEFA coëfficiënten .
Uitslagen vanuit gezichtspunt AC Allianssi Vantaa
| Seizoen                                                    | Competitie    | Ronde | Land                   | Club                 | Totaalscore | 1e W    | 2e W    | PUC |
| ---------------------------------------------------------- | ------------- | ----- | ---------------------- | -------------------- | ----------- | ------- | ------- | --- |
| 2003                                                       | Intertoto Cup | 1R    | Vlag van Malta         | Hibernians FC Paola  | 2-1         | 1-0 (T) | 1-1 (U) | 0.0 |
|                                                            |               | 2R    | Vlag van Griekenland   | Akratitos Ano Liosia | 1-0         | 1-0 (U) | 0-0 (T) | 0.0 |
|                                                            |               | 3R    | Vlag van Italië        | Perugia Calcio       | 0-4         | 0-2 (U) | 0-2 (T) | 0.0 |
| 2004/05                                                    | UEFA Cup      | 1Q    | Vlag van Noord-Ierland | Glentoran FC         | 3-4         | 2-2 (U) | 1-2 (T) | 0.5 |
| 2005/06                                                    | UEFA Cup      | 1Q    | Vlag van Luxemburg     | CS Pétange           | 4-1         | 3-0 (T) | 1-1 (U) | 2.0 |
|                                                            |               | 2Q    | Vlag van Noorwegen     | SK Brann             | 0-2         | 0-0 (U) | 0-2 (T) | 2.0 |
| Totaal aantal behaalde punten voor UEFA coëfficiënten: 2.5 |               |       |                        |                      |             |         |         |     |

## Stadion
Het Pohjola Stadion bood plaats aan 4600 toeschouwers.

## Supporters
De harde kern van de supporters van AC Allianssi noemden zich de "Alligaattorit" (De Alligators).